# Maison Gaugiran (Còrdas d'Albigés)
La maison Gaugiran (la casa Gaugiran) és una casa gòtica medieval de Cordes-sur-Ciel, del departament del Tarn (França). És Monument Històric des del 14 de maig de 1923.

## Orígens
Es tracta d'una casa construïda a l'edat mitjana per una família rica cordaise. És part dels edificis que han fet que el poble de Cordes-sur-Ciel es conegui com «la ciutat de les cent ogibes» per la seva alta proporció d'edificis civils gòtics.

## Descripció
Com tota casa gòtica, té tres plantes.
La planta baixa és oberta, amb quatre arcs ogivals. A la primera planta, vuit finestres bessones estan disposats en dos grups de dos. La segona planta és còpia de la primera i les finestres estan alineades a la mateixa l'altura.
El pati interior és notable per la seva escala de fusta, que connecta el pati amb les galeries dels pisos. Amb l'excepció de l'escala renovada, aquesta disposició reflecteix el tipus de comunicació entre els pisos que tenia en l'Edat Mitjana.

## Funció actual
Els propietaris de la casa volien desfer-se d'ella i va ser comprada en 2008 per la ciutat de Cordes. El poble necessitava establir una oficina de turisme i la casa Gaugiran va ser triada per albergar-la.
Sota la supervisió de l'arquitecte dels Edificis de França es van completar els arranjaments. Es van respectar totes les característiques de l'època i es va adaptar el lloc per a la seva funció actual, de forma que els canvis que es van fer podien ser reversibles per si s'ha de deixar la casa com estava al principi.